# Ngobissong
Ngobissong (ou Ngoubissong) est un village du Cameroun situé dans le département du Dja-et-Lobo et la Région du Sud, sur la route reliant Bengbis à Olembé. Il fait partie de la commune de Bengbis.

## Population
La plupart des habitants sont des Boulou.
En 1963, Ngobissong comptait 153 habitants. Lors du recensement de 2005, 313 personnes y ont été dénombrées.